# The Sensual World (노래)
〈The Sensual World〉는 잉글랜드의 싱어송라이터 케이트 부시의 노래이다. 같은 해 발매된 동명의 음반의 리드 싱글로 1989년 9월 발매되어 영국 싱글 차트에서 12위를 기록하였다.
오리지널 싱글의 B면은 음반의 CD와 카세트 에디션에 수록된 보너스 트랙 〈Walk Straight Down the Middle〉이다. 12인치 싱글에는 이중 홈이 있는 A면이 있어 바늘을 놓는 위치에 따라 원래 버전과 인스트루멘탈 버전을 재생할 수 있다.
2011년, 부시는 아홉 번째 정규 음반 《Director's Cut》을 통해 〈Flower of the Mountain〉이라는 이름으로 리메이크했다. 이 버전은 〈The Sensual World〉를 만들 당시에는 제임스 조이스 재단의 허락을 얻지 못해 사용할 수 없었던 1922년 소설 율리시스 중 몰리 블룸의 독백에서 가져온 단어를 사용해 다시 녹음한 것이다.

## 작곡과 영감
노래는 제임스 조이스의 소설 율리시스에서 몰리 블룸이 흑백의 2차원 페이지에서 현실 세계로 걸어 나오는 부분에 영감을 받았다. 원래는 몰리 블룸의 독백을 음악으로 만들 예정이었으나, 부시가 조이스 재단을 통한 권리를 확보하지 못해서 가사를 수정해야 했다. 2011년, 조이스 재단은 이 곡에 대한 라이선스를 부여하여 2011년 《Director's Cut》에 수록된 〈Flower of the Mountain〉으로 재녹음했다.
음악적으로 〈The Sensual World〉의 훅 중 하나는 북마케도니아의 전통 음악 〈Antice, Džanam, Dušice〉의 영감을 받았다. 노래에서 부시는 데이비 스필레인이 연주하는 일리언 파이프를 사용하였다.

## 평가
뮤직 위크의 데이비드 자일스는 "〈Army Dreamers〉 이후 그녀가 쓴 가장 좋은 노래"라고 평했다.

## 트랙 리스트
| #  | 제목                              | 재생 시간 |
| -- | --------------------------------- | --------- |
| 1. | 〈The Sensual World〉             | 3:56      |
| 2. | 〈Walk Straight Down the Middle〉 | 3:48      |

| #  | 제목                                         | 재생 시간 |
| -- | -------------------------------------------- | --------- |
| 1. | 〈The Sensual World〉                        | 3:56      |
| 2. | 〈The Sensual World〉 (instrumental version) | 3:56      |
| 3. | 〈Walk Straight Down the Middle〉            | 3:48      |

## 참여진
크레딧은 《The Sensual World》의 부클릿에서 발췌했다.
- 케이트 부시 – 작곡, 키보드, 프로듀싱
- 패디 부시 – 낚싯대
- 델 파머 – 베이스, 페어라이트 퍼커션 프로그래밍, 녹음
- 찰리 모건 – 드럼
- 존 시한 – 피들
- 데이비 스필레인 – 일리언 파이프
- 도날 루니 – 부주키
- 폴 고머설 – 추가 녹음
- 케빈 킬렌 – 추가 녹음, 믹싱
- 헤이든 벤덜 – 추가 녹음

## 차트
| 차트 (1989)                             | 최고 순위 |
| --------------------------------------- | --------- |
| 오스트레일리아 (ARIA)                   | 44        |
| 벨기에 (울트라톱 50 플랑드르)           | 31        |
| 캐나다 탑 싱글 (RPM)                    | 58        |
| 유럽 (유러피언 핫 100)                  | 35        |
| 핀란드 (수오멘 비랄리넨 리스타)         | 11        |
| 아일랜드 (IRMA)                         | 6         |
| 이탈리아 (무시카 에 디스키)             | 16        |
| 네덜란드 (네덜란드스 탑 40)             | 17        |
| 네덜란드 (싱글 톱 100)                  | 20        |
| 영국 싱글 (OCC)                         | 12        |
| 미국 얼터너티브 에어플레이 (《빌보드》) | 6         |
| 서독 (오피셜 저먼 차트)                 | 29        |